# 고구레 겐이치로
고구레 겐이치로(일본어: 木暮賢一郎, 1979년 11월 11일 ~ )는 일본의 풋살 선수이다.